# عبد الرحمن بن غسيلة
عبد الرحمن بن غسيلة تابعي وأحد رواة الحديث النبوي ، اسمه عبد الرحمن بن سليمان بن عبد الله بن حنظلة بن الراهب الأنصاري الأوسي المدني ، جده الأول هو أحد صغار الصحابة عبد الله بن حنظلة والذي استشهد في وقعة الحرة ’ وهو يتسب إلى ابن الغسيل نسبه لجده حنظلة الغسيل الذي استشهد في غزوة أحد وكان جنبا فغسلته الملائكة ، وقد رأى عبد الرحمن بن الغسيل من الصحابة سهل بن سعد الساعدي .
سمع الحديث من عكرمة وأسيد بن علي بن عبيد والمنذر بن أبي أسيد الساعدي وأخيه الزبير بن أبي أسيد الساعدي وعباس بن سهل وعاصم بن عمر بن قتادة ، وحدث عنه وكيع بن الجراح وأبو أحمد الزبيري وأبو نعيم وأبو الوليد الطيالسي ويحيى بن عبد الحميد الحماني وأحمد بن يعقوب المسعودي إبراهيم بن أبي الوزير ومحمد بن عبد الواهب وجبارة بن المغلس.